# Irène Mboukou-Kimbatsa
Irène Mboukou-Kimbatsa (née en 1962 dans la Lékoumou) est une ingénieure agronome, enseignante-chercheuse et femme politique congolaise. Membre du Mouvement Action et Renouveau, elle est Ministre des Affaires sociales et de l’Action humanitaire de la République du Congo depuis mai 2021.

## Biographie

### Jeunesse et études
Née Irène Marie Cécile Goma en 1962 dans la Lékoumou, elle fait ses études supérieures en Bulgarie, où elle étudie l'agronomie. Durant sa première année d'étude, elle donne naissance à un enfant. Au bout de 5 ans, elle décroche un diplôme d'ingénieure agronome et part poursuivre ses études en France. Elle obtient un diplôme d’études spécialisées à l'Université Paris-XII, puis fait son doctorat à l'université Pierre-et-Marie-Curie en sciences, option écologie générale. Pendant ses années de doctorat, elle travaille au sein de l'Institut de recherche pour le développement (IRD). Elle soutient sa thèse sur l’écologie des sols tropicaux en 1997,. 

### Carrière scientifique
Après son doctorat, Irène Mboukou-Kimbatsa rentre au Congo, et continue d'étudier l'écologie des sols tropicaux au sein de l'IRD de Pointe-Noire de 1998 à 2006. Elle devient également enseignante-chercheuse, donnant des cours au sein de l'École nationale supérieure d’agriculture et de foresterie (ENSAF) dépendant de l'université Marien-Ngouabi.

### Carrière politique
En 2013, Irène Mboukou-Kimbatsa est nommée conseillère du président Denis Sassou-Nguesso, chargée de l’Agriculture, de l’Élevage, de la Pêche et du Développement rural,. 
Membre du Mouvement Action et Renouveau, un parti de la majorité présidentielle, elle est nommée au poste de Ministre des Affaires sociales et de l’Action humanitaire le 15 mai 2021 dans le gouvernement Makosso, succédant à Antoinette Dinga-Dzondo.